# Mbaka
Die Mbaka (auch Bwaka, Ngbaka, G’bakka) sind ein Volk in der Zentralafrikanischen Republik und im Nordwesten des Kongo. Sie sind in beiden Ländern eine Minderheit. In der Zentralafrikanischen Republik stellen sie 4 % der Bevölkerung.
In der Zentralafrikanischen Republik leben sie in der Nähe des Lobaye-Flusses, in der Demokratischen Republik Kongo leben sie in der Nähe des Ubangi im Gebiet der Stadt Zongo. Viele arbeiten immer noch als Fischer. Ab 1890 haben sie sich mit der französischen Kolonialmacht arrangiert und besetzen seitdem wichtige Posten in der Verwaltung. Der ehemalige Präsident und Kaiser des Zentralafrikanischen Kaiserreiches, Jean-Bédel Bokassa, war ein G’bakka, ebenso wie der erste Präsident, David Dacko, sowie der Premierminister Barthélemy Boganda. Die G’bakka sprechen die Sprache Ngbaka Ma’bo, insgesamt gibt es rund 300.000 G’bakka. Ein weiterer bekannter G’bakka ist der kongolesische Sänger Koffi Olomide.
Zu ihren Musikinstrumenten gehören große Schlitztrommeln, die an ihren Enden mit Büffel- oder Antilopenköpfen verziert sind, die Bogenharfe kundi und ein U-förmiger, einsaitiger Musikbogen.